# Габровец при Костривници
Габровец при Костривници (на словенски: Gabrovec pri Kostrivnici) е село в Словения, Савински регион, община Рогашка Слатина. Според Националната статистическа служба на Република Словения през 2002 г. селото има 66 жители.